# Мухамедьяров Наїль Наріманович
Мухамедьяров Наїль Наріманович (8 листопада 1962) — радянський важкоатлет.
Срібний призер Олімпійських Ігор 1988 року в категорії до 90 кг.
Срібний призер Чемпіонату світу 1990 року в категорії до 110 кг.